# Carl Johnson (zapaśnik)
Karl Oskar "Carl" Johnson (ur. 13 września 1883, zm. 6 listopada 1952) – szwedzki zapaśnik walczący w stylu klasycznym. Olimpijczyk z Sztokholmu 1912, gdzie zajął 28. miejsce w wadze lekkiej.

## Letnie Igrzyska Olimpijskie 1912
| Konkurencja            | Rundy eliminacyjne    | Rundy eliminacyjne        | Klas. końcowa |
| Konkurencja            | Przeciwnik I          | Przeciwnik II             | Miejsce       |
| ---------------------- | --------------------- | ------------------------- | ------------- |
| 67,5 kg styl klasyczny | József Sándor (HUN) P | Ludwig Sauerhöfer (GER) P | 28.           |